# ذي شميران (يريم)

تعديل مصدري - تعديل

ذي شميران هي إحدى قرى عزلة بني منبة بمديرية يريم التابعة لمحافظة إب، بلغ تعداد سكانها 488 نسمة حسب تعداد اليمن لعام 2004.